# Hydrovatus seydeli
Hydrovatus seydeli är en skalbaggsart som beskrevs av Guignot 1953. Hydrovatus seydeli ingår i släktet Hydrovatus och familjen dykare. Inga underarter finns listade i Catalogue of Life.